# Petrogale purpureicollis
Petrogale purpureicollis е вид бозайник от семейство Кенгурови (Macropodidae).

## Разпространение
Видът е разпространен в Австралия.